# Mirzec (gmina)
La gmina de Mirzec est une commune rurale de la voïvodie de Sainte-Croix et du powiat de Starachowice. Elle s'étend sur 110,98 km2 et comptait 8 456 habitants en 2006. Son siège est le village de Mirzec qui se situe à environ 10 kilomètres au nord de Starachowice et à 42 kilomètres au nord-est de Kielce.

## Villages
La gmina de Mirzec comprend les villages et localités de Gadka, Jagodne, Krupów, Krzewa, Małyszyn Dolny, Małyszyn Górny, Mirzec, Osiny, Ostrożanka, Trębowiec Duży, Trębowiec Mały, Tychów Nowy et Tychów Stary. 

## Gminy voisines
La gmina de Mirzec est voisine des gminy de Brody, Iłża, Mirów, Skarżysko Kościelne, Wąchock et Wierzbica.